# Andrzej Wójcik (biolog)
Andrzej Jacek Wójcik (ur. 1 sierpnia 1960 w Warszawie) – polski biolog, profesor dr hab. specjalizujący się w cytogenetyce i radiobiologii.

## Życiorys
Urodził się 1 sierpnia 1960 w Warszawie.
W latach 1978–1990 studiował zoologię i botanikę, najpierw na studiach magisterskich, a następnie na doktorskich na Uniwersytecie Wiedeńskim, w latach 1984-1989 łączył studia doktorskie z pracą w Instytucie Badawczym Seibersdorf,  w Wiedniu. Na austriackiej uczelni 30 kwietnia 1990 obronił pracę doktorską zatytułowaną Wpływ niskich dawek promieniowania na UDS i pobudzone SCEs.
W latach 1990–1996 pracował w Szpitalu Uniwersyteckim w Essen, następnie wrócił do Polski i do 2008 pracował w Instytucie Chemii i Techniki Jądrowej jako pracownik naukowy i szef laboratorium dozymetrii.
6 października 1998 obronił w Instytucie Biochemii i Biofizyki Polskiej Akademii Nauk pracę habilitacyjną zatytułowaną Badania zjawiska popromiennej odpowiedzi adaptacyjnej, której recenzentami byli prof. Julian Liniecki, prof. Irena Pietrzykowska oraz prof. Janusz Aleksander Siedlecki.
Był kierownikiem projektów badawczych przeprowadzanych przez Instytut Chemii i Techniki Jądrowej na zlecenia m.in. Ministerstwa Nauki i Informatyzacji czy Ministerstwa Nauki i Szkolnictwa Wyższego: Badania zjawiska popromiennej odpowiedzi adaptacyjnej (1998), Badania aberracji chromosomowych w limfocytach krwi obwodowej napromienionych in vitro oraz analiza mikrojąder w limfocytach pacjentów z nowotworami tarczycy leczonych jodem-131 (2003), Analiza mikrojąder w limfocytach ludzkich narażonych na działanie pól elektromagnetycznych oraz w limfocytach pacjentów poddawanych brachyterapii fosforem 32 w celu leczenia restenozy (2004), Walidacja metod usprawnienia analizy aberracji chromosomowych metodą FISH (2005), Porównawcza analiza długości telomerów, częstości aberracji chromosomowych i kinetyki naprawy uszkodzeń DNA w limfocytach krwi obwodowej dawców kontrolnych oraz pacjentów z nowotworami i Walidacja testu mikrojądrowego dla celów dozymetrii biologicznej w zakresie wysokich dawek promieniowania' (2006), Wpływ temperatury podczas napromienienia na częstość mikrojąder w limfocytach krwi obwodowej liczonych w celu ustalenia krzywej kalibracyjnej dla dozymetrii biologicznej (2007), Wpływ temperatury podczas napromienienia na częstość mikrojąder w limfocytach krwi obwodowej liczonych w celu ustalenia krzywej kalibracyjnej dla dozymetrii biologicznej (2008).
Od 1999 jest pracownikiem Zakładu Radiobiologii i Immunologii na Wydziale Matematyczno-Przyrodniczym Uniwersytetu Jana Kochanowskiego w Kielcach i członkiem Rady Instytutu Biologii tej uczelni.
Od 2002 jest konsultantem w Świętokrzyskim Centrum Onkologii, a w latach 2007-2007 pracował w Instytucie Energii we Wspólnym Centrum Badawczym w Petten w Holandii.
12 października 2006 otrzymał z rąk Prezydenta Rzeczypospolitej Polskiej tytuł profesora nauk biologicznych.
Od 2008 jest również zatrudniony w Zakładzie Biologii Molekularnej Uniwersytetu w Sztokholmie i koordynatorem projektu badawczego związanego z biologią molekularną komórek, od 2010 jest tytularnym profesorem szwedzkiej uczelni.
Był promotorem dwóch prac doktorskich.

### Członkostwo w organizacjach
Należy do Polskiego Towarzystwa Badań Radiacyjnych im. Marii Skłodowskiej-Curie, w kadencji 2013-2016 był członkiem komisji koleżeńskiej, a wcześniej prezesem Towarzystwa. Był członkiem Polskiej Akademii Nauk – Wydziału Nauk Medycznych, Komitetu Fizyki Medycznej, Radiobiologii i Diagnostyki Obrazowej.

## Publikacje
Ma na swoim koncie liczne publikacje w języku polskim i angielskim. Wraz z profesorem Markiem Krzysztofem Janiakiem byli redaktorami wydanej przez Wydawnictwo Lekarskie PZWL publikacji Medycyna zagrożeń i urazów radiacyjnych. Jest autorem 109 publikacji naukowych i 21 artykułów w pismach popularno-naukowych. Pełna lista publikacji dostępna jest w naukowym CV prof .Andrzeja Wójcika.